# Rhodostrophia
Rhodostrophia is een geslacht van vlinders van de familie spanners (Geometridae), uit de onderfamilie Sterrhinae.

## Soorten
- R. abscisaria Brandt, 1941
- R. acidaria Staudinger, 1892
- R. adauctata Staudinger, 1892
- R. anchotera Prout, 1935
- R. anjumana Wiltshire, 1967
- R. anomala Warren, 1895
- R. auctata Staudinger, 1878
- R. badiaria (Freyer, 1841)
- R. bahara Brandt, 1938
- R. bicolor Warren, 1895
- R. bisinuata Warren, 1895
- R. calabra (Petagna, 1786)
- R. cinerascens Moore, 1888
- R. cretacaria Rebel, 1916
- R. cuprinaria Christoph, 1876
- R. discopunctata Amsel, 1935
- R. dispar Staudinger, 1892
- R. dissoluta Prout, 1938
- R. erythema Prout, 1924
- R. froitzheimi Wiltshire, 1966
- R. furialis Brandt, 1941
- R. glaucofusa Hampson, 1907
- R. grumaria Alphéraky, 1892
- R. haematozona Hampson, 1895
- R. herbicolens Butler, 1883
- R. inaffectata Prout, 1938
- R. inconspicua Butler, 1886
- R. jacularia (Hübner, 1813)
- R. kabulensis Wiltshire, 1970
- R. lenis Wiltshire, 1966
- R. linguata Wiltshire, 1966
- R. meonaria Guenée, 1857
- R. muricolor Warren, 1897
- R. nesam Brandt, 1938
- R. nubifera Brandt, 1941
- R. olivacea Warren, 1895
- R. olivopallens Wiltshire, 1966
- R. oxyntis Prout, 1935
- R. pelloniaria Guenée, 1858

- R. peregrina Kollar, 1844
- R. peripheres Prout, 1938
- R. philolaches Oberthür, 1891
- R. pleonasma Wiltshire, 1967
- R. plesiochora Prout, 1917
- R. poliaria Hampson, 1903
- R. praecisaria Staudinger, 1892
- R. pudorata (Fabricius, 1794)
- R. pulverearia Hampson, 1903
- R. rhodospania Prout, 1935
- R. rueckbeili Sheljuzhko, 1955
- R. sieversi (Christoph, 1882)
- R. similata Moore, 1888
- R. staudingeri Alphéraky, 1882
- R. stigmatica Butler, 1889
- R. subrufa Warren, 1897
- R. tabidaria (Zeller, 1847)
- R. terrestraria (Lederer, 1869)
- R. tremiscens Prout, 1918
- R. tristrigalis Butler, 1889
- R. tumulosa Brandt, 1938
- R. vartianae Wiltshire, 1966
- R. vastaria Christoph, 1876
- R. vibicaria

Paarsbandspanner (Clerck, 1759)
- R. vinacearia Moore, 1867
- R. xesta Prout, 1935
- R. yunnanaria Oberthür, 1923